# Estenosis espinal
La estenosis espinal es el estrechamiento del canal de la columna cervical (cuello) o lumbar (espalda) que causa compresión de la médula espinal y de las raíces del nervio o radiculopatía.
La estenosis de la columna ocurre en personas de edad mediana o avanzada y puede estar causada por enfermedades degenerativas o por lesiones que producen compresión en las raíces del nervio o en la misma médula espinal. En personas jóvenes puede ocurrir por malformación congénita o lesiones traumáticas de la columna.

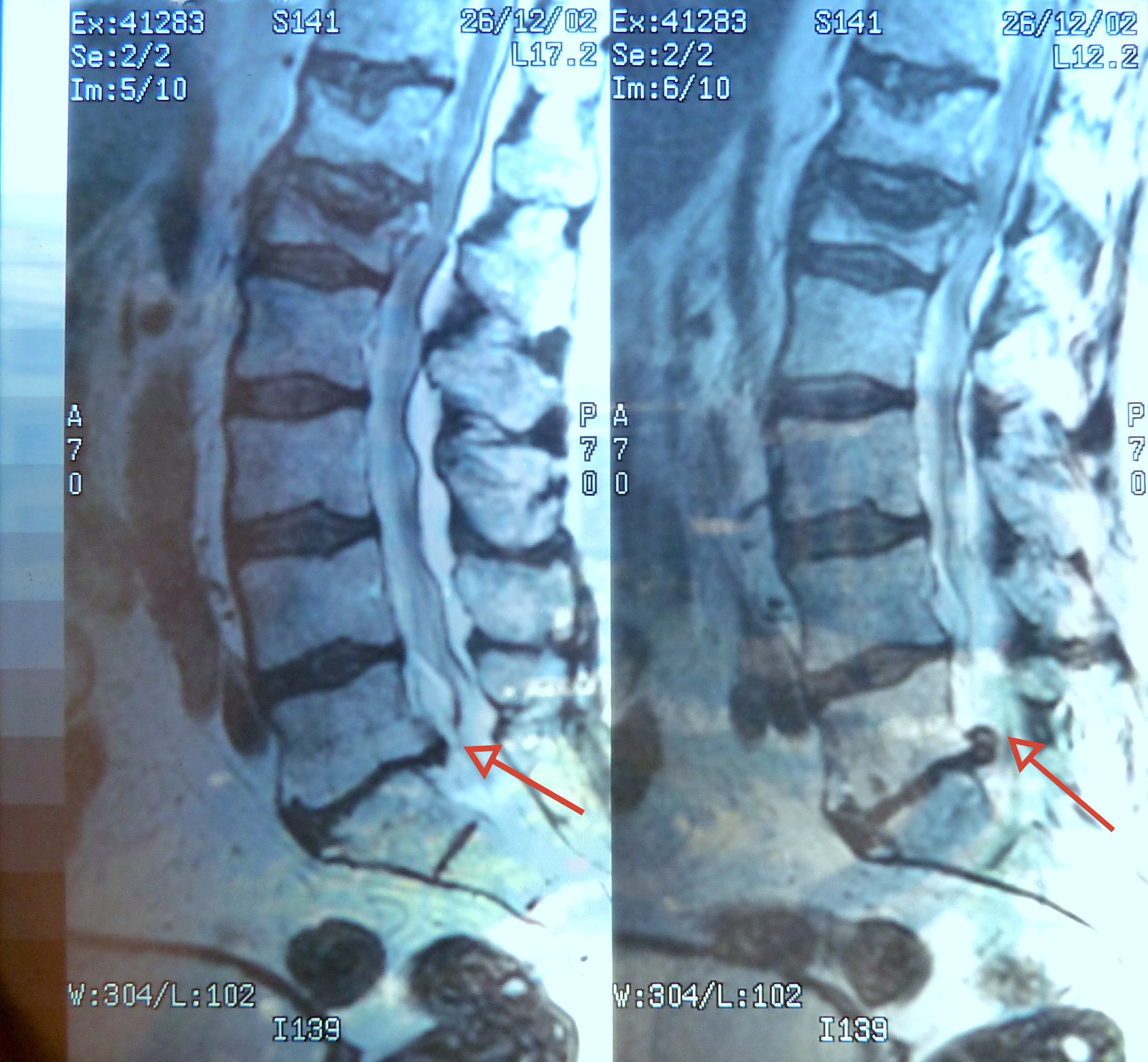
Estenosis espinal al nivel S1-L5.

El término estenosis medular lumbar incluye la estenosis del canal espinal, el receso lateral y los agujeros o forámenes intervertebrales siendo más común en los niveles L2 a L5 y constituye una de las causas más comunes de dolor en la espalda y en las extremidades inferiores por opresión de la médula y de las raíces nerviosas espinales.
La estenosis espinal cervical a nivel del canal lateral es la primera causa de radiculopatía cervical crónica, debida en la mayoría de los casos a hipertrofia degenerativa.

## Causas de estenosis espinal
- Envejecimiento : La causa más común de estenosis espinal está en los cambios de la columna secundarios al envejecimiento y que pueden consistir en engrosamiento de las bandas de tejido que apoyan la columna vertebral, hipertrofia de huesos y articulaciones o formación de tejido anormal óseo como los espolones.
- Artritis: En particular la osteoartritis y la artritis reumatoide.
- Condiciones hereditarias: canal espinal estrecho o escoliosis
- Otras causas son tumores, lesiones o fracturas vertebrales, Enfermedad de Paget,  intoxicación con fluoruro y calcificaciones en ligamentos a lo largo de la columna vertebral.

## Síntomas
Las señales de la estenosis espinal incluyen los síntomas y signos del cuadro de ciática y en general dolor en el cuello o espalda, adormecimiento, debilidad, calambres, o dolor en los brazos o las piernas, dolor que baja por la pierna, debilidad muscular en los pies.
En caso del síndrome de cauda equina o cola de caballo, forma muy grave de estenosis raquídea, la presión en los nervios de la parte baja de la espalda puede producir síntomas como pérdida de control de los intestinos o la vejiga, disfunción eréctil, dolor, debilidad, o perdida de sensación en una o ambas piernas.

## Diagnóstico de la estenosis espinal
Además de los síntomas referidos y de los signos clínicos al examen físico, el médico puede ordenar una o más pruebas, tales como: Radiografías, imagen de resonancia magnética (IRM), tomografía axial computarizada (TAC), mielograma y gammagrafía ósea .

## Tratamiento
Cada caso puede necesitar la participación de profesionales especialistas como reumatólogos, neurólogos y neurocirujanos, así como cirujanos ortopédicos, especialistas en medicina física y rehabilitación y fisioterapeutas.
Los tratamientos para la estenosis espinal incluyen uso de medicamentos antiinflamatorios y analgésicos, cambios de hábitos y actividades, ejercicios y  fisioterapia, usos de  corsé ortopédico o en último caso, y según la gravedad o persistencia de los síntomas, intervención quirúrgica.
Para la estenosis espinal también existen tratamientos alternativos como el quiropráctico [cita requerida], la acupuntura y las infiltraciones corticosteroidales, pero se necesitan más investigaciones acerca de la validez de estos tratamientos.